# Build & Burn
Build & Burn is het tweede studioalbum van de Amerikaanse punkband The Loved Ones. Het album werd uitgegeven op 5 februari 2008 via Fat Wreck Chords en werd geproduceerd door Pete Steinkopf en Bryan Keinlen van The Bouncing Souls. Er is een videoclip gemaakt voor het nummer "The Bridge".

## Nummers
1. "Pretty Good Year" - 2:14
2. "The Inquirer" - 3:31
3. "The Bridge" - 3:28
4. "Sarah’s Game" - 3:25
5. "Brittle Heart" - 2:39
6. "Selfish Masquerade" - 4:01
7. "3rd Shift" - 2:54
8. "Louisiana" - 3:38
9. "Dear Laura" - 2:49
10. "I Swear" - 4:13

## Muzikanten
Band
- Dave Hause - zang, gitaar
- Chris Gonzalez - basgitaar, gitaar
- Mike Sneeringer - drums
- David Walsh - gitaar

Aanvullende muzikanten
- Franz Nicolay - piano, hammondorgel B3, orgel, harmonica, accordeon, zaag
- Tad Kubler - gitaar (solo, track 8)
- Ericka Pfeiffer-Hause - zang
- Buick Audra - zang
- Pete Steinkopf - gitaar